# هوغو توريس خيمينيز
هوغو توريس خيمينيز (سوموتو، 25 أبريل 1948 - ماناغوا، 12 فبراير 2022)،   المعروف أيضًا باسم كوماندانت أونو ، كان جنديًا وسياسيًا وشاعرًا في نيكاراغوا. كان أحد القادة العسكريين لحرب العصابات الساندينية خلال الثورة الاجتماعية التي أطاحت بأناستاسيو سوموزا ديبايل في السبعينيات. تم تعيينه عام جيش نيكاراغوا الذي انسحب منه منذ عام 1998. وشارك لاحقًا بنشاط في المنظمة السياسية المعارضة تجديد الاتحاد الديمقراطي.
بصفته عضوًا في جبهة التحرير الوطني الساندينية (FSLN)، كان توريس خيمينيز هو المقاتل الوحيد الذي شارك في أهم عمليتين مسلحتين: الاستيلاء على منزل خوسيه ماريا «شيما» كاستيلو، في عام 1974، ومنزل الوطني. القصر، في عام 1978 المعروف شعبيا باسم عملية Chanchera . في الثمانينيات تم تعيينه قائدًا لحرب العصابات من قبل FSLN بعد انتصار الثورة وترقى إلى رتبة عقيد في الجيش الشعبي السانديني (EPS). في وقت لاحق، كان العميدفي الجيش النيكاراغوي، والذي تقاعد منه في عام 1998. بعد تركه للجبهة الساندينية للتحرر الوطني، شغل منصب نائب رئيس حركة التجديد الساندينية (MRS) ونائب رئيس اتحاد التجديد الديمقراطي (UNAMOS)، وهي منظمة سياسية تضم العديد من السابقون. قادة ساندينيستا وقوى اجتماعية معارضة أخرى في نيكاراغوا.
كان أيضا كاتب. نشر الشعر منذ عام 1980، عندما كان جزءًا من مجلة «الشعر الحر» وبعد ذلك كتب مقدمة لمجموعة «شعر القوة Armada». في عام 2003 نشر مذكرات بعنوان «مسار الشمال. قصة أحد الناجين»، مع مقدمة كتبها سيرجيو راميريز. في عام 2017 نشر مجموعة شعرية بعنوان «كوبلاس وبعض القصائد المخترقة» مستوحاة من مسيرات جيغانتونا، والتي شارك فيها بنشاط في طفولته وشبابه في الرقص وعزف الطبول. يحتوي الكتاب، بالإضافة إلى الشعر الرومانسي الآخر، على قصيدة مخصصة لداسي زامورا كتبها بعد أيام قليلة من «عملية Chancera».
انفصل عن الجبهة الساندينية للتحرر الوطني التي كان يسيطر عليها دانييل أورتيجا وزوجته روزاريو موريللو في عام 1995 لتأسيس حركة تجديد ساندينيستا، التي أصبحت اتحاد التجديد الديمقراطي (يوناموس). في 18 نوفمبر 2017، تم عقد المؤتمر الوطني الثامن لـ MRS. في ذلك، تم انتخاب سوين باراهونا كوان رئيسًا ونائب الرئيس هوغو توريس خيمينيز. لقد كان من أشد المنتقدين لنظام رفيقه السابق في السلاح دانيال أورتيغاخاصة فيما يتعلق بالقمع الدموي ضد الاحتجاجات الشعبية التي بدأت عام 2018. وشبه أورتيجا بالدكتاتور سوموزا الذي أطاحوا به معًا. لقد اختار هو وحزبه شكلاً من أشكال المقاومة اللاعنفية، وقدموا مطالبات مستمرة نيابة عنه فيما يتعلق بحقوق الإنسان والسلام الاجتماعي.
يوم الأحد، 13 يونيو 2021، اعتقله نظام أورتيجا موريللو الديكتاتوري وقبل دقائق من اعتقاله قال: «عمري 73 عامًا، لم أفكر مطلقًا في هذه المرحلة من حياتي أنني سأقاتل ضد جديد. دكتاتورية.»
كانت وفاته أحد أسباب استقالة أرتورو ماكفيلدز وبول ريتشلر من منصب السفراء، الذين أعربوا عن أسفهم على وفاته.